# Christian Zimmermann
Christian Zimmermann (nacido como Christian Brühe, el 12 de diciembre de 1961) es un jinete de doma palestino de origen alemán. Representó a Palestina en los Juegos Ecuestres Mundiales de 2014 en Normandía, donde terminó en el 68.º lugar en el concurso de doma individual con el caballo Cinco de Mayo. De esta manera se convirtió en el primer palestino en competir en los Juegos Ecuestres Mundiales.

## Biografía
Descendiente del compositor Robert Schumann, Zimmerman nació en Colonia, donde aún reside. Zimmerman compitió en doma hasta los 26 años de edad, cuando dejó el deporte para ser empresario, convirtiéndose en director general de una agencia de comunicación. Después de 18 años de descanso en el deporte, comenzó a competir de nuevo a la edad de 44 años, inicialmente para Alemania.
Obtuvo la doble nacionalidad en 2011 cuando se convirtió en ciudadano del Estado de Palestina, al casarse con una palestina cristiana. Él cambió su nacionalidad deportiva de Alemania a Palestina en 2013, convirtiéndose en uno de los seis jinetes palestinos registrados en la Federación Ecuestre Internacional. Optó por cambiar a Palestina después de conocer a un diplomático ruso con raíces palestinas, lo que le hizo pensar en el papel de Alemania en la historia de Israel y Palestina. Esto también mejoró sus posibilidades de clasificarse para los Juegos Olímpicos en comparación de que si hubiera competido para Alemania. Zimmerman logró clasificar para competir en los Juegos Olímpicos de Río de Janeiro 2016 con su caballo Wallach Aramis, siendo el primer palestino en hacerlo.